# PIP-DOPO
PIP-DOPO ist als Reaktionsprodukt von 9,10-Dihydro-9-oxa-10-phosphaphenanthren-10-oxid (DOPO) mit Piperazin ein neuartiges Phosphonamidat, welches als hochwirksames und halogenfreies Flammschutzmittel in Polymer-Systemen Anwendung findet.

## Herstellung
PIP-DOPO wird aus DOPO und Piperazin in einer Atherton-Todd-Reaktion hergestellt. Wegen der Toxizität von Tetrachlormethan finden heute andere Chlorierungsmittel wie Sulfurylchlorid oder Trichlorisocyanursäure (TCCA) Anwendung.

## Eigenschaften
PIP-DOPO ist ein weißer, kristalliner und geruchloser Feststoff. Die Verbindung ist außerordentlich thermisch stabil. Bei der Pyrolyse der Verbindung entstehen unter anderem reaktive Radikale vom Typ PO• und HPO•, welche für die flammschützenden Eigenschaften in Kombination mit Polymeren verantwortlich sind. Zudem entsteht der inerte Stickstoff, welcher zusammen mit den Radikalen eine Synergie ausbildet und somit die hohe Flammschutzwirksamkeit erklärt.

## Verwendung
PIP-DOPO findet als hochwirksames Flammschutzmittel in verschiedenen Polymer-Systemen Anwendung. Neuste Untersuchungen beschreiben die Anwendung im Biokunststoff Celluloseacetat, wobei es dort ähnlich gute Flammschutzeigenschaften aufweist, wie EDA-DOPO.